# Giuseppe Amadei
Giuseppe Amadei (Guastalla, 18 de marzo de 1919-Ib., 6 de noviembre de 2020) fue un político y profesor italiano, exponente del Partido Socialista Democrático Italiano y parlamentario europeo.

## Biografía
Licenciado en literatura y filosofía, fue profesor de italiano y latín en un instituto. Durante la Segunda Guerra Mundial colaboró con el Comité de Liberación Nacional, que lo nombró, después de la Liberación, como miembro del primer concejo municipal de Guastalla.
En 1945 se inscribe en el PSIUP (Partido Socialista Italiano de Unidad Proletaria) y en las primeras elecciones administrativas, en 1946, se convierte en concejal de Educación del municipio de Guastalla, secretario de la sección PSIUP de Guastalla y miembro de la junta directiva de Sociedad veneciana del ferrocarril Parma-Guastalla.
Participó en la escisión del PSIUP en el Palazzo Barberini, en 1947, durante la cual apoyó la posición autonomista de Alberto Simonini y Giuseppe Saragat, que resultó en la fundación del PSLI (Partido Socialista de los Trabajadores Italianos) por un lado, mientras que el PSIUP retomó el nombre del Partido. Socialista italiano (PSI). En 1951 el PSLI y el Partido Socialista Unitario (PSU) se fusionarán en una sola entidad política que, en 1952, tomará el nombre de Partido Socialista Democrático Italiano (PSDI).
En 1953, Amadei fue secretario provincial de la federación de Reggio del PSDI y miembro del Consejo Nacional del partido. En el mismo año fue nombrado secretario particular y jefe de la secretaría del ministro de Correos y Telecomunicaciones, Alberto Simonini y alcalde de la Compañía Telefónica TIMO.
El 12 de julio de 1960, a la muerte de Alberto Simonini, lo sucedió como miembro del Parlamento italiano y desde entonces hasta 1989 fue elegido continuamente a la Cámara de Diputados por ocho mandatos. Secretario de la Asamblea Parlamentaria y miembro de la Mesa de la Cámara de Diputados, presidente de la Comisión de Educación y Bellas Artes de la Cámara, vicepresidente de la Unión Interparlamentaria, fue durante veinticinco años presidente del grupo parlamentario Italia-Israel y, como tal, participó a la primera delegación parlamentaria italiana que visita Israel. También fue miembro, junto con el pintor y senador Renato Guttuso, de la delegación parlamentaria que visitó la URSS en varias ocasiones.
Fue director del semanario "La Giustizia", fundado en 1886 por Camillo Prampolini y miembro de la dirección nacional del PSDI, se convirtió en subsecretario nacional, en el momento en que la secretaría se confiaba al futuro presidente de la República Giuseppe Saragat. En 1960, Camillo Prampolini, presidente del Centro de Formación Profesional de Reggio Emilia y concejal municipal de Reggio Emilia se convirtió en presidente de la Obra Benéfica. Fue Subsecretario de Estado de Industria, Comercio y Artesanía en el gobierno de Colombo (1970-1972) y de Finanzas en los Gobiernos II y V de Andreotti (1972-73 y 1979), en los Gobiernos IV y V Rumor (1973-74), en el Gobierno Cossiga I (1979-80), en el gobierno de Forlani (1980-81) y en el gobierno de Spadolini I (1981-82).
Fue miembro del Consejo de Europa y durante 2 legislaturas en 1976 y 1984 fue elegido al Parlamento Europeo, convirtiéndose en primer presidente de la Comisión de Inmunidad Parlamentaria y luego en presidente de la Comisión de Reglamentos y Peticiones. Fue ponente general para la admisión de Grecia en la CEE. En 1989, junto a Pietro Longo, Pier Luigi Romita y otros socialdemócratas, se unió al Movimiento de Unidad y Democracia Socialista (UDS), con el que en el mismo año regresó al PSI.
Se retiró de la política activa en 1992 y no se afilió a ningún partido político. Experto en arte moderno y contemporáneo, escribió introducciones a la obra de pintores y escultores italianos y extranjeros para ediciones de arte. Fue miembro de jurados artísticos y comisariado las instalaciones de obras de grandes artistas italianos. Fue presidente del Museo del Municipio de Tossicia, del cual era ciudadano honorario.

## Vida personal
Cumplió cien años el 18 de marzo de 2019. Falleció el 6 de noviembre de 2020 a la edad de 101 años, dejando a sus dos hijos y cuatro nietos.